# Dermatocarpon arnoldianum
Dermatocarpon arnoldianum är en lavart som beskrevs av Degel. Dermatocarpon arnoldianum ingår i släktet Dermatocarpon och familjen Verrucariaceae.   Inga underarter finns listade i Catalogue of Life.